# Pierre Anastasio
Pour les articles homonymes, voir Anastasio.
Pierre Anastasio (Paris 12e, 16 février 1937 - Paron, 13 novembre 2007) est un luthier français d'origine sicilienne, fils du luthier François Anastasio, et père du guitariste et contre-bassiste Frank Anastasio.

## Biographie
Arrivé en France à l'âge de 10 ans, il fait son apprentissage chez Antoine Di Mauro dès l'âge de 14 ans. Après sa formation, il produit des guitares de jazz et des guitares classiques avec son père dans l'atelier que ce dernier a créé à Montreuil. Il reprend l'atelier familial en 1972 et se spécialise à partir des années 1980 dans la fabrication de guitares classiques de concert et de guitares de jazz de type Selmer (en).
Il a été le luthier de nombreux guitaristes dont Angelo Debarre, Raphaël Faÿs, Didi Duprat, Laurent Bajata, Serge Camps, Boulou Ferré, Patrick Saussois, Moreno Winterstein. En particulier Angelo Debarre joue sur une Anastasio sur son album Gypsy Guitars.
Il est mort le 2007. Le hall du conservatoire de musique de Montreuil porte son nom en hommage.